# 冲绳国际大学短期大学部
冲绳国际大学短期大学部（日语：／ Okinawa Kokusai Daigaku Tanki Daigakubu *）是过去一所位于日本冲绳县宜野湾市的私立短期大学。

## 概要

### 简介
- 短期大学为于1972年开办[1]、由学校法人冲绳国际大学经营。招生到1995年[2]、停办于1999年[3]。男女同校

### 历史
- 1972年 冲绳国际大学短期大学部成立并同时设置以下四个学科[2]。
  - 经济科
    - 第一部
    - 第二部

  - 商科
    - 第一部
    - 第二部

  - 日文科
    - 第一部[注 2]
    - 第二部[注 3]

  - 英文科
    - 第一部[注 4]
    - 第二部[注 3]
- 1995年 招生最后、次年停止招生（正式停办于1999年12月22日[2][3]）。

## 学校环境
- 校区：在了冲绳县宜野湾市[注 1]

## 组织

### 学科
- 经济科
  - 第一部
  - 第二部
- 商科
  - 第一部
  - 第二部
- 日文科
  - 第一部[注 2]
  - 第二部[注 3]
- 英文科
  - 第一部[注 4]
  - 第二部[注 3]

### 专科
| - 没有 |

### 业余课程
| - 没有 |

## 相关链接
- 日本短期大学列表